# 稲葉一通
稲葉 一通（いなば かずみち）は、安土桃山時代から江戸時代前期にかけての武将・大名。豊後国臼杵藩の第3代藩主。

## 略歴
天正15年（1587年）、第2代藩主・稲葉典通の長男として誕生。寛永3年（1626年）、父が死去したため、翌年3月に家督を継いだ。熊本藩2代藩主・加藤忠広の改易の際、木下延俊と共に八代城の在番を務めている。島原の乱後、不穏な政情に備えて九州における国境警備を命じられた。藩政においては城下町の整備や開発、社寺の建設に尽力している。
寛永18年（1641年）8月16日、死去。享年55。跡を長男・信通が継いだ。

## 系譜
父母
- 稲葉典通（父）
- 定光院 ー 丹羽長秀の娘（母）

正室、継室
- 多羅、徳雲院[1][2] ー 細川忠興の三女（正室）
- 寿松院 ー 青山忠俊の娘（継室）

子女
- 稲葉信通（長男）生母は徳雲院（正室）
- 稲葉通綱
- 稲葉通広
- 稲葉通任
- 溝口宣直正室
- 日根野雅行室
- 山崎俊家正室
- 本多忠隆室

一通のみならず、稲葉家は代々有名な戦国武将の娘を妻に迎えている。祖父・貞通は斎藤道三、父・典通は丹羽長秀、自身は細川忠興それぞれの娘が妻となっている。よって一通の子孫たちは彼らの子孫でもある。また昆孫の勧修寺婧子は仁孝天皇の生母であるため、一通の血筋は現在の皇室にも繋がっている（稲葉知通#系譜を参照）。